# Bangprella fulva
Bangprella fulva es un insecto coleóptero de la familia Chrysomelidae.
Fue descrita científicamente por primera vez en 1989 por Kimoto.